# Taiwan Open 1986
Il Taiwan Open 1986 è stato un torneo di tennis giocato sul sintetico indoor. È stata la 1ª edizione del torneo, che fa parte del Virginia Slims World Championship Series 1986. Si è giocato a Taipei in Taiwan, dal 6 al 12 ottobre 1986.

## Campionesse

### Singolare
Patricia Hy ha battuto in finale  Adriana Villagrán con il punteggio di 6–7, 6–2, 6–3

### Doppio
Lea Antonoplis /  Barbara Gerken hanno battuto in finale  Gigi Fernández /  Susan Leo con il punteggio di 6–1, 6–2